# Giardinello
Giardinello est une commune italienne de la province de Palerme dans la région Sicile en Italie.

## Administration
| Période                                  | Période  | Identité         | Étiquette | Qualité |
| ---------------------------------------- | -------- | ---------------- | --------- | ------- |
| 2017                                     | en cours | Antonino De Luca |           |         |
| Les données manquantes sont à compléter. |          |                  |           |         |

### Communes limitrophes
Borgetto, Carini, Monreale, Montelepre, Partinico